# Phyllodinus albofasciatus
Phyllodinus albofasciatus är en insektsart som beskrevs av Frederick Arthur Godfrey Muir 1929. Phyllodinus albofasciatus ingår i släktet Phyllodinus och familjen sporrstritar. Inga underarter finns listade i Catalogue of Life.